# FTR Moto
FTR Moto Ltd va ser una empresa anglesa amb seu a Buckingham que fabricava peces i xassissos per a motocicletes. El nom era l'acrònim de Fabrication Techniques Racing Motorcycles. Fundada per Steve Bones el 1994 com a Fabrication Techniques, l'empresa es va dissoldre el desembre del 2023.

## Història
Un any després de la seva fundació, el 1995, Fabrication Techniques va ajudar els equips de Kenny Roberts i TWR a construir el xassís de la seva motocicleta Modenas KR3 (més tard anomenada Proton KR3). L'empresa va subministrar equipament a partir d'aleshores a diversos equips del mundial de motociclisme i el Campionat del Món de Superbike. El 2001 va contribuir al desenvolupament del xassís de la Petronas FP1.

### Xassissos de motocicletes

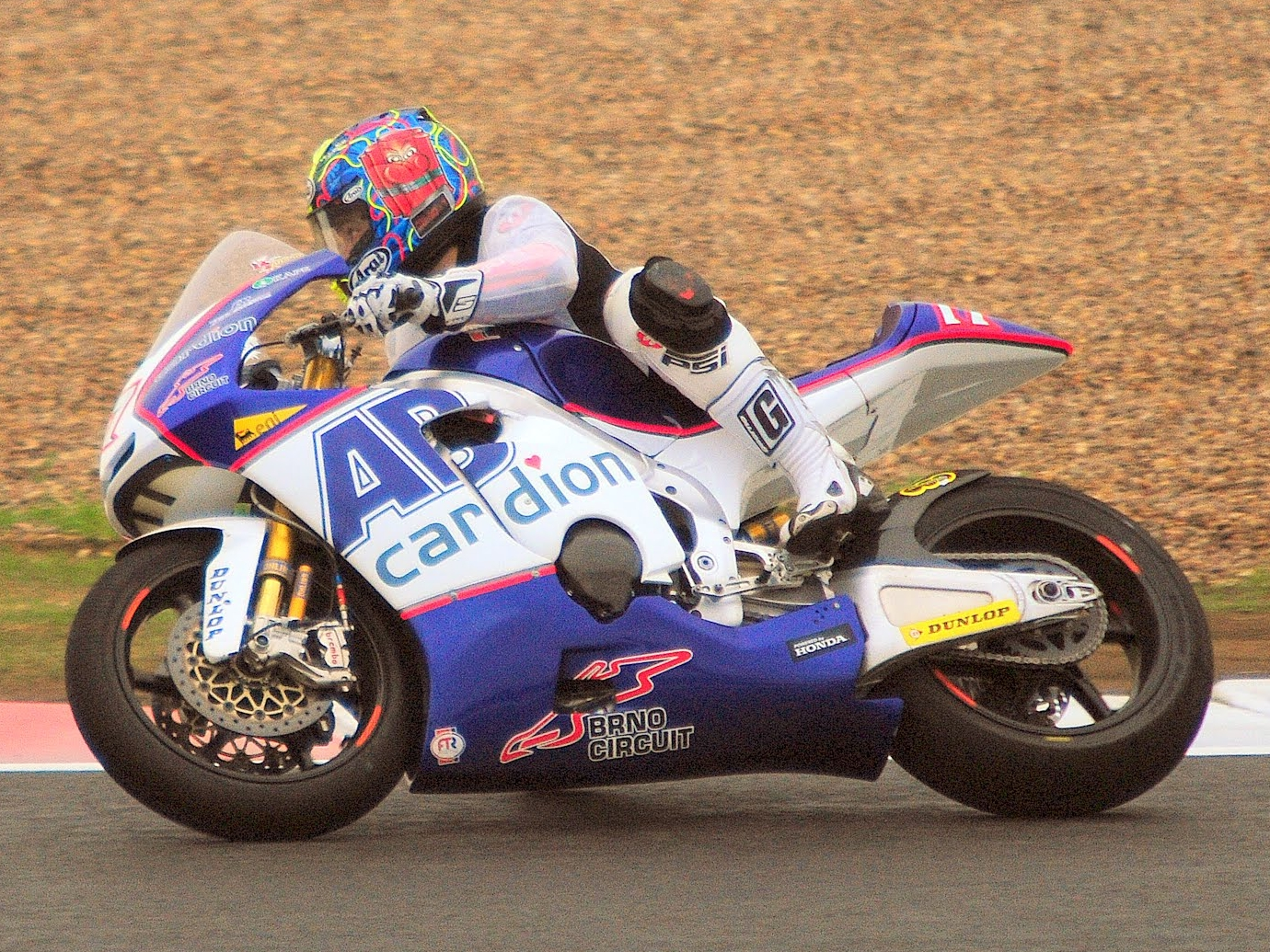
Karel Abraham amb la FTR M210 a Silverstone el 2010

El 2009 es va llançar la marca FTR Moto, dedicada a la producció de xassissos per a motocicletes de curses. El 2010 en va construir un per a la recentment instaurada classe de Moto2. La primera victòria de FTR Moto la va aconseguir Karel Abraham al Gran Premi de la Comunitat Valenciana aquell mateix any. De cara a la temporada del 2012, FTR també va entrar com a fabricant a la nova classe Moto3 i a la superior, MotoGP. Al Gran Premi de Qatar d'aquell any, Maverick Viñales va guanyar la primera cursa de Moto3 amb un xassís FTR equipat amb motor Honda, mentre que a la categoria de MotoGP, FTR es va cenyir a les regulacions dels Claiming Rule Teams (CRT) i va subministrar el seu xassís a la moto de l'equip Gresini Racing, amb motor Honda, i a les BQR amb motor Kawasaki de l'Avintia Racing (també anomenades BQR-FTR).

### Fallida
El 2012, la companyia fou adquirida per més de 400.000 lliures per la Heads of the Valleys Development Company, una empresa privada que intentava promoure la creació d'un circuit de curses completament nou, conegut provisionalment com a Circuit of Wales.
L'empresa va declarar pèrdues substancials anualment des de la seva compra el 2012 i havia deixat de produir xassissos. El 2016, el setmanari Motorcycle News va informar que els nous propietaris de FTR volien que la producció es traslladés a Gal·les i havien previst la combinació d'una motocicleta de fabricació britànica amb un pilot britànic competint en un nou circuit britànic. A finals de 2016, l'empresa es va declarar insolvent, amb un passiu que se suposava que superava les 500.000 lliures.
A data de juny del 2017, els administradors Lucas Johnson havien donat instruccions per a posar a la venda els actius de propietat intel·lectual de FTR, incloent-hi els "Drets de fons de comerç de la marca FTR Moto" i "Drets de la marca registrada i les marques comercials no registrades". FTR va entrar en liquidació el maig de 2018 abans de ser dissolta el desembre de 2023.